# حمادي بن سعد
حمادي بن سعد ولد بتونس العاصمة عام 1948، رسام تونسي، عصامي التكوين. اشتغل في بداية حياته معلما ثم أصبح منشّطا بنوادي الفنون التشكيلية الموجهة للأطفال. شارك لمدة ثلاث سنوات في مدينة الفنونبباريس.

## أعماله
أقام حمادي بن سعد عدة مرات بسويسرا، وبدأ يعرض منذ عام 1975 وقد نظم منذئذ عدّة معارض شخصية بتونس كما شارك في العديد من المعارض الجماعية بتونس، ومن بينها المعرض السنوي لجماعة «مدرسة تونس» في الرسم. كما عرض رسومه في العديد من البلدان الأوربية ومن بينها فرنسا، إيطاليا، سويسرا، الدانمارك... وقد عرف بأعماله ذات الحجم الكبير.

## في غير الرسم
حمادي بن سعد كان من داعمي ترشح زين العابدين بن علي في الانتخابات الرئاسية لعام 2004. كما أنه أحد مؤسسي نقابة مهن الفنون التشكيلية التابعة بلاتحاد العام التونسي للشغل والتي تأسست في 14 ماي 2009 حيث كان ضمن لجنة سوق الفن.